# Abraxas luteavarleyata
Abraxas luteavarleyata là một loài bướm đêm trong họ Geometridae.